# رز چمنزار
رز چمنزار(نام علمی: Rosa arkansana) نام یک گونه از سرده رز است.